# 安德烈·沃兹涅先斯基
安德烈·安德烈耶维奇·沃兹涅先斯基（俄语：Андре́й Андре́евич Вознесе́нский，1933年5月12日—2010年6月1日），前苏联与俄罗斯诗人，被罗伯特·洛威尔称为"一切语言中最伟大的在世诗人"。他是赫鲁晓夫执政后，文学解冻时期涌现的诗人群体中的一员。
沃兹涅先斯基被认为是“苏联时代最勇敢的作家之一”，他的写作风格常常受到同时代批评家的批判，他还曾经面对尼基塔·赫鲁晓夫的流放威胁。他的一些诗作已经被奥登翻译成英文，他的终身导师和挚友是《日瓦戈医生》的作者鲍里斯·帕斯捷尔纳克。 在他去世以前，他被批评家和公众赞誉为“活着的经典”和“苏维埃知识分子的代表”。

## 个人生活
沃兹涅先斯基1933年生于莫斯科，童年的时光在古城弗拉基米尔度过。他父亲本是工学院教授, 二战中在被围困的列宁格勒进行工厂的撤离工作，沃兹涅先斯基和母亲则转移到了乌拉尔地区的库尔干。这段时间，母亲常在沃兹涅先斯基在场的时候朗读诗歌，使得他逐渐受到了文艺熏陶。父亲在看望沃兹涅先斯基时送给他一本戈雅的蚀刻画册，这使得他开始对艺术产生浓厚的兴趣，也成为他以后著名诗篇《我是戈雅》的远因。
战后，沃兹涅先斯基家迁回莫斯科，他开始希望学习艺术，后来进入莫斯科建筑学院学习建筑。1957年在他即将毕业时，学院发生了火灾，他花费了一年时间设计的毕业作品被烧毁，他回忆道：“我相信预兆，那一刻开始建筑就在我心中烧掉了，我成为了一名诗人。”不过，美术与建筑这些艺术形式后来也成为他的诗歌的重要主题。1958年，沃兹涅先斯基发表了他的第一部诗作，并把自己的诗寄给了鲍里斯·帕斯捷尔纳克，对方回了一封赞扬的信，并且亲自拜访了他，从此两人建立了毕生的友谊。和帕斯捷尔纳克的友谊对于年轻的诗人的创作有着深远的影响，以至于沃兹涅先斯基一直将帕斯捷尔纳克称为自己的导师。他继承了帕斯捷尔纳克的道德高度和历史沉重感，同时又逐渐形成他鲜明的个人风格，即通过复杂而出人意料的，甚至于刺耳的韵律和音节来表达晦涩难解的主题，并基于这一特色设计了他的诗集《三角梨》的封面。批评家认为他是受到了弗拉基米尔·马雅可夫斯基和巴勃罗·聂鲁达的影响。
1959年他完成了名作《我是戈雅》，其中对于战争带来的恐惧和苦痛令人震撼，诗中对于戈雅名字的反复吟唱，形成了一种警钟长鸣，铿锵不绝的效果。这种艺术手法被认为是继承20世纪早期俄罗斯诗人们的探索。同年，他的诗歌《master craftsmen》出版，描绘了莫斯科的圣巴塞尔大教堂的建筑师的故事。他在教堂完工后被伊凡雷帝弄瞎了双眼，不让他再造出可以与这座教堂并肩的建筑。他在这篇长诗里塑造了暴躁的沙皇和一批不懂艺术，却善于威胁建筑师的大臣和商人的形象，这被某些评论家认为是在影射当时的苏联文艺氛围。1962年12月，尼基塔·赫鲁晓夫邀请沃兹涅先斯基和其他一些年轻苏联参加宴会，尖刻地说道：“现在看看这个新的帕斯捷尔纳克！你想明天就拿到外国护照吗？”
在1963年，他在赫魯雪夫公開但錯誤地醜化他為反常者以後開始廣為人知而且變得「和披頭四一樣受歡迎」。他被認為在2010年初有另一次中風。
1960年代，在赫鲁晓夫解冻时期,沃兹涅先斯基常常出国游历，他和叶甫根尼·叶甫图申科和贝拉·阿赫马多利亚在各国受到了热烈的欢迎，他被《时代周刊》称为“克林姆林宫的文化使者” 他的诗歌朗诵风格引人入胜，甚至被和劳伦斯·奥利佛和保罗·斯科菲尔德相比。 他抨击苏联政府1968年对捷克斯洛伐克的入侵，在美国时，他见到了阿兰·金斯伯格阿瑟·米勒和玛丽莲·梦露 
晚年的沃兹涅先斯基深居简出。去世前几年，他曾经中风。2010年上半年曾再一次中风。2010年6月1日，沃兹涅先斯基去世，俄罗斯作家协会的秘书通报说作家是在家中安然辞世的。没有给出详细的去世原因。梅德韦杰夫总统写了一封信表达自己的哀悼。总理普京发了一封电报，写道：“真正的一位颇有影响的人物”。沃兹涅先斯基的妻子 Zoya Boguslavskaya 活得比他久。他在2010年6月4日被葬在莫斯科的新處女公墓。

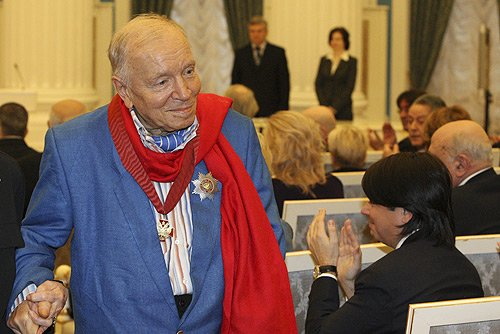
安德烈·沃兹涅先斯基，攝於2008年。

沃兹涅先斯基和許多當代作家、藝術家和其他知識分子的友誼反映在他的詩與散文中。他在1984年因替阿拉·普加喬娃寫的 Million of Scarlet Roses 大受歡迎而被更多觀眾知道，另外也由於搖滾歌劇Juno and Avos（1979年）獲得巨大成功，該劇以尼古拉·列扎諾夫的一生為基礎。
他的創作已經被改編成戲劇作品。他的其中一個詩集選集「Antimiry」（「反世界」）成了塔甘卡劇院1965年一場著名表演的基礎。「Save your Faces」也在同一處演出。「Juno and Avos」曾在列寧共青團劇院演出。其他則在外國演出。

### 著名作品
- 三角梨（1962）
- 反世界（1964）
- Stained-glass Master
- 大提琴似的柞树叶（1975）
- 镂花妙手（1977）获得1978年年度苏联国家奖金。
- Arrow in the Wall
- "I am Goya"

### 所获奖励
1978年沃兹涅先斯基被授予苏联国家奖金。 他是十个学院的名誉成员，包括俄罗斯文学院，美国艺术和文学学院，巴黎龚古尔文学院。
2008年12月23日，俄罗斯总统梅德韦杰夫在克里姆林宫授予沃兹涅先斯基二级祖国功勋勋章。

## 外部連結
- English translations of Voznesensky's poetry （页面存档备份，存于）
- Ru poem by Andrei Voznesensky translated from the Russian by Alec Vagapov （页面存档备份，存于）
- Andrei Voznesensky's article on Yevgeny Yevtushenko